# Herb Grodziska Mazowieckiego
Herb Grodziska Mazowieckiego – jeden z symboli miasta Grodzisk Mazowiecki i gminy Grodzisk Mazowiecki w postaci herbu.

## Wygląd i symbolika
Herb przedstawia dwie rogaciny srebrne grotami od siebie w słup na czerwonym polu.

## Historia
Herb Grodziska Mazowieckiego wzorowany był na herbie rodowym Bogoria rodziny Mokronoskich, do której należało miasto od XVII do XIX wieku. W uznaniu waleczności i męstwa rycerza Bogorii w wojnie z Tatarami król Bolesław Śmiały własnoręcznie wyciągnął z jego rannego ciała tatarskie strzały, które połamał i oddał mu. Tym samym nadał mu herb o nazwie Bogoria ze złamanymi strzałami.